# Llista de fonts vegetals de proteïna
La llista de fonts vegetals de proteïna és una llista ordenada d'aliments vegetals segons la seva quantitat de proteïna. També indica el grup al qual pertany l'aliment (llegums i derivats, llavors, fruits secs, cereals i derivats, hortalisses o begudes) i els seus aminoàcids essencials limitants (LEAA, abreviació en anglès).
| Aliment                                 | Grup d'aliments    | % de proteïna | LEAA          |
| --------------------------------------- | ------------------ | ------------- | ------------- |
| Soia, farina                            | Llegums i derivats | 37,3          | Met, Cys      |
| Tramús, cru                             | Llegums i derivats | 36,1          | Met, Cys      |
| Soia, seca, crua                        | Llegums i derivats | 35,9          | Met, Cys      |
| Llavor de Carabassa                     | Llavors            | 30,23         |               |
| Llavor de Gira-sol                      | Llavors            | 27            |               |
| Cacauet, fregit, salat                  | Fruits secs        | 26,8          | Leu, Lys, Thr |
| Cacauet, crema de                       | Fruits secs        | 25,5          | Leu, Lys, Thr |
| Cacauet, cru, amb closca                | Fruits secs        | 25,2          | Leu, Lys, Thr |
| Blat, germinat                          | Cereals i derivats | 25            | Lys           |
| Cacauet, torrat, salat                  | Fruits secs        | 24,5          | Leu, Lys, Thr |
| Seitan                                  | Cereals i derivats | 24            |               |
| Llentilla, bullida                      | Llegums i derivats | 23            | Met, Cys      |
| Ametlla, torrada                        | Fruits secs        | 22,9          |               |
| Mongeta blanca, bullida                 | Llegums i derivats | 21,4          | Met, Cys      |
| Ametlla, crua, amb closca               | Fruits secs        | 21,2          |               |
| Ametlla, crua                           | Fruits secs        | 19,1          |               |
| Ametlla, fregida                        | Fruits secs        | 19            |               |
| Llavor de Sèsam                         | Llavors            | 19            |               |
| Llavor de lli                           | Llavors            | 18,29         | Lys           |
| Festuc                                  | Fruits secs        | 17,6          |               |
| Anacard, cru                            | Fruits secs        | 17,5          |               |
| Llavor de Gira-sol, pelada, amb sal     | Llavors            | 17,2          |               |
| Civada, crua                            | Cereals i derivats | 16,9          | Lys           |
| Civada, farina                          | Cereals i derivats | 15            | Lys           |
| Sègol, cru                              | Cereals i derivats | 14,8          |               |
| Soia, seca, remullada, bullida          | Llegums i derivats | 14            | Met, Cys      |
| Anou                                    | Fruits secs        | 14            |               |
| Anou, crua, amb closca                  | Fruits secs        | 14            |               |
| Pinyó                                   | Fruits secs        | 14            |               |
| Quinoa, crua                            | Llegums i derivats | 13,8          | Cap           |
| Soia, fregida                           | Llegums i derivats | 13,7          | Met, Cys      |
| Avellana, crua                          | Fruits secs        | 12            |               |
| Fajol, farina                           | Pseudocereal       | 12            | Leu           |
| Blat, cru                               | Cereals i derivats | 11,7          | Lys           |
| Miso                                    | Llegums i derivats | 11,6          |               |
| Blat integral, farina                   | Cereals i derivats | 11,5          | Lys           |
| Tofu                                    | Llegums i derivats | 11,5          |               |
| Mill, cru                               | Cereals i derivats | 11,0          |               |
| Pa integral                             | Cereals i derivats | 10,9          |               |
| Pa integral, de motlle                  | Cereals i derivats | 10,9          |               |
| Ordi, cru                               | Cereals i derivats | 10,6          | Lys           |
| Ordi, farina                            | Cereals i derivats | 10,5          | Lys           |
| Blat, farina                            | Cereals i derivats | 10            | Lys           |
| Cigró, bullit                           | Llegums i derivats | 8,9           | Met, Cys      |
| Salsa de soia                           | Llegums i derivats | 8,7           |               |
| Dacsa, crua                             | Cereals i derivats | 8,4           | Lys           |
| Pa de civada                            | Cereals i derivats | 8,4           |               |
| Mongeta negra, seca, remullada, bullida | Llegums i derivats | 8,4           | Met, Cys      |
| Pa blanc, de barra                      | Cereals i derivats | 8,3           |               |
| Dacsa, farina                           | Cereals i derivats | 8,2           | Lys           |
| Sègol, farina                           | Cereals i derivats | 8,2           |               |
| Arròs, bullit                           | Cereals i derivats | 7,5           | Lys           |
| Pa blanc, de motlle, torrat             | Cereals i derivats | 7,3           |               |
| Pa de dasca                             | Cereals i derivats | 7,2           |               |
| Cigró, en conserva                      | Llegums i derivats | 7,2           | Met, Cys      |
| Mongeta blanca, en conserva             | Llegums i derivats | 6,7           | Met, Cys      |
| Patata, fregida, xips                   | Hortalisses        | 6,5           | Cap           |
| Pa d'ordi                               | Cereals i derivats | 6,4           |               |
| Arròs, inflat                           | Cereals i derivats | 6,3           | Lys           |
| Llentilla, en conserva                  | Llegums i derivats | 6,28          | Ment, Cys     |
| Pa de sègol                             | Cereals i derivats | 6,2           |               |
| Pèsol, congelat, bullit                 | Llegums i derivats | 6             | Met, Cys      |
| Fava, seca, remullada, bullida          | Llegums i derivats | 5,8           | Met, Cys      |
| Pèsol, en conserva                      | Llegums i derivats | 5,6           | Met, Cys      |
| Pasta alimentària, integral, bullida    | Cereals i derivats | 4,7           |               |
| Fava, fresca                            | Llegums i derivats | 4,6           | Met, Cys      |
| Fava, fregida                           | Llegums i derivats | 4,6           | Met, Cys      |
| Ametlla, crema d'                       | Fruits secs        | 4,6           |               |
| Patata, al caliu                        | Hortalisses        | 4,2           | Cap           |
| Castanya, torrada                       | Fruits secs        | 4             |               |
| Patata, fregida amb oli                 | Hortalisses        | 3,8           | Cap           |
| Llet de soia                            | Begudes            | 3,2           |               |
| Arròs integral, bullit                  | Cereals i derivats | 2,6           | Lys           |
| Castanya, crua                          | Fruits secs        | 2,6           |               |
| Patata, bullida                         | Hortalisses        | 2,3           | Cap           |
| Patata, crua                            | Hortalisses        | 2,2           | Cap           |
| Blat, sèmola, bullida                   | Cereals i derivats | 2             | Lys           |
| Civada, bullida                         | Cereals i derivats | 1,4           | Lys           |
| Orxata                                  | Begudes            | 1,2           |               |

Abreviacions dels aminoàcids essencials
Met - Metionina
Cys - Cisteïna
His - Histidina
Lys - Lisina
Thr - Treonina
Leu - Leucina
Phe - Fenilalanina
Tyr - Tirosina
Trp - Triptòfan
Met - Metionina
Cys - Cisteïna